# Alpe Cermis
Alpe Cermis je hora ve Fleimstalských Alpách, vybíhá z horského hřebenu Catena di Lagorai. Vypíná se z jihu nad Val di Fiemme u obce Cavalese. Na jejích svazích se nachází známý stejnojmenný sjezdařský areál. V letech 1976 a 1998 se na svazích Alpe Cermis odehrály dvě vážné nehody lanové dráhy.

## Tour de Ski
Od roku 2006 si Alpe Cermis získává proslulost jako cíl náročné série závodů v běhu na lyžích nazvané Tour de Ski. Závodníci stoupají vzhůru po červené sjezdovce Olympia III. Na třech a půl kilometrech běžci překonávají rozdíl 420 metrů, po svahu se sklonem až 28%.
Autory návrhu, aby Tour finišovala právě zde, byli Jürg Capol, ředitel běžeckého úseku FIS, a Vegard Ulvang, funkcionář FIS a bývalý slavný závodník, kteří se nechali inspirovat výjezdem na L'Alpe-d'Huez z cyklistické Tour de France. Sám Ulvang o stoupání prohlásil: „Je to těžší, než jsme čekali.“ Samotní závodníci a jejich trenéři pak hovoří o velké náročnosti: „Ten kopec už není lyžařský. Je to extrém,“ řekl trenér české reprezentace Miroslav Petrásek. Zejména pro ženy se jedná o výstup na hranici jejich možností. Ovšem mezi běžkaři existují někteří specialisté vrchaři, kteří se opakovaně v tomto závodě umisťovali na předních místech - z mužů to jsou Sjur Røthe, Simen Hegstad Krüger, Martin Johnsrud Sundby, Lukáš Bauer či Maurice Manificat, mezi ženami pak vyniká především osminásobná vítězka tohoto závodu Therese Johaugová, opakovaně úspěšné byly také Heidi Wengová a Kristin Størmer Steiraová. Z českých reprezentantů kromě Lukáše Bauera dokázala zvítězit v tomto závodě také Kateřina Neumannová v sezóně 2006/07.